# 형곡중학교
형곡중학교(荊谷中學校)는 대한민국 경상북도 구미시 형곡동에 있는 공립 중학교이다.

## 학교 연혁
- 1990년 11월 29일 : 형곡중학교 설립인가 (36학급)
- 1991년 3월 1일 : 초대 김종근 교장 취임
- 1991년 3월 5일 : 제1회 신입생 입학식
- 1994년 2월 15일 : 제1회 졸업식 (436명)
- 2008년 9월 24일 : 청솔관 개관식
- 2008년 12월 26일 : 인조잔디 운동장 개장식
- 2021년 3월 1일 : 인문소양 선도학교 운영
- 2021년 9월 1일 : 제15대 이승연 교장 취임
- 2023년 3월 2일 : 제33회 입학식(260명)
- 2024년 1월 10일 : 제31회 졸업식(274명) 누계 13,555명

## 참고 자료
- 형곡중학교 - 한국교육학술정보원 학교알리미